# Amphoe Takua Pa
Amphoe Takua Pa (thailändisch อำเภอ ตะกั่วป่า) ist ein Landkreis (Amphoe – Verwaltungs-Distrikt) in der Provinz Phang Nga. Die Provinz Phang Nga liegt in der Südregion von Thailand.

## Geographie
Der Distrikt liegt an der Küste der Andamanensee. Im Norden von Takua Pa liegt der Nationalpark Si Phang-nga. Der südliche Teil des Bezirks wird vom Nationalpark Khao Lak-Lam Ru eingenommen, in dem auch der bekannte Urlaubsort Khao Lak liegt.
Benachbarte Landkreise und Gebiete sind (von Norden im Uhrzeigersinn): Amphoe Khura Buri der Provinz Phang Nga im Norden, Amphoe Phanom der Provinz Surat Thani und Amphoe Kapong der Provinz Phang Nga im Osten, sowie Amphoe Thai Mueang der Provinz Phang Nga im Süden.

## Geschichte
Die Gegend war bereits im ersten Jahrtausend ein Zentrum des Handels zwischen China und dem Mittleren Osten, die Ausgrabungen bei Ko Kho Khao zeigen.
Die Stadt Takua Pa hieß ursprünglich Takola (ตะโกลา) und war eine der historischen Stadtstaaten (Mueang), deren Wurzeln im 13. Jahrhundert im Reich von Srivijaya liegen. Später wurde sie in Takua Pa umbenannt, weil in der Nähe reiche Bleivorkommen gefunden wurden. Takua ist thailändische Wort für Blei, obwohl eigentlich die Zinnvorkommen historisch wichtiger waren.
Die Stadt wurde lange vom Königreich Nakhon Si Thammarat verwaltet. Erst 1892 wurde sie in eine Provinz innerhalb des Monthon Phuket umgewandelt. Die Provinz wurde dann am 1. April 1931 in die Provinz Pangnga eingegliedert, dabei wurde der Distrikt Talad Yai (ตลาดใหญ่, „Großer Markt“) zu Takua Pa umbenannt.
Am 26. Dezember 2004 wurde Takua Pa von einer Flutwelle überschwemmt. Ausgelöst wurde die Flutwelle durch ein See-Erdbeben der Stärke 9.1 auf der Richterskala vor der Indonesischen Insel Sumatra, welches einen Tsunami auslöste. Im Dorf Ban Nam Khem starben dabei über 1000 Menschen, 500 gelten seither als vermisst. Das ganze Dorf wurde verwüstet. Von 1200 Häusern blieben nur 200 übrig. Ein gestrandetes Fischerboot wurde als Denkmal errichtet, der "Ban Nam Khem Tsunami Memorial Park".

## Sehenswürdigkeiten
- Nationalparks:
  - Nationalpark Si Phang-nga
  - Nationalpark Khao Lak-Lam Ru
- Tsunami-Gedenkstätte in Ban Nam Khem

## Sonstiges
Der Urlaubsort Khao Lak, wie auch die der Küste zugewandten Unterbezirke (Tambon) des Landkreises Takua Pa, namentlich Khuekkhak, Bang Muang und die Insel Ko Kho Khao wurden durch die Tsunami des Seebebens am 26. Dezember 2004 im Indischen Ozean verwüstet. Während sich die Rettungsmaßnahmen der Behörden vor allem auf die touristischen Zentren konzentrierten, wurden periphere Gebiete wie das Fischerdorf Ban Nam Khem im Unterbezirk Bang Muang, trotz zahlreicher einheimischer Todesopfer, bei der Bewältigung der Katastrophe weitgehend sich selbst überlassen. Heute befindet sich in Ban Nam Khem ein „Tsunami Victim Cemetery“.

## Verwaltung

### Provinzverwaltung
Der Bezirk Takua Pa ist in acht Unterbezirke (Tambon) eingeteilt, welche weiter in 51 Dorfgemeinschaften (Muban) unterteilt sind.
| \| Nr. \| Name \| Thai \| Muban \| Einw.[5] \| \| --- \| ----------- \| --------- \| ----- \| -------- \| \| 1. \| Takua Pa \| ตะกั่วป่า \| – \| 08.625 \| \| 2. \| Bang Nai Si \| บางนายสี \| 9 \| 11.314 \| \| 3. \| Bang Sai \| บางไทร \| 7 \| 02.897 \| \| 4. \| Bang Muang \| บางม่วง \| 8 \| 10.077 \| \| 5. \| Tam Tua \| ตำตัว \| 6 \| 01.574 \| \| 6. \| Khok Khian \| โคกเคียน \| 9 \| 05.986 \| \| 7. \| Khuekkhak \| คึกคัก \| 7 \| 05.654 \| \| 8. \| Ko Kho Khao \| เกาะคอเขา \| 5 \| .00854 \| |             |           |       |        |
| Nr. | Name        | Thai      | Muban | Einw.  |
| 1. | Takua Pa    | ตะกั่วป่า    | –     | 08.625 |
| 2. | Bang Nai Si | บางนายสี   | 9     | 11.314 |
| 3. | Bang Sai    | บางไทร    | 7     | 02.897 |
| 4. | Bang Muang  | บางม่วง    | 8     | 10.077 |
| 5. | Tam Tua     | ตำตัว      | 6     | 01.574 |
| 6. | Khok Khian  | โคกเคียน   | 9     | 05.986 |
| 7. | Khuekkhak   | คึกคัก      | 7     | 05.654 |
| 8. | Ko Kho Khao | เกาะคอเขา | 5     | .00854 |

### Lokalverwaltung
Takua Pa (เทศบาลเมืองตะกั่วป่า) ist eine Stadt (Thesaban Mueang) im Landkreis, sie besteht aus dem gesamten Tambon Takua Pa.
Daneben gibt es zwei Kleinstädte (Thesaban Tambon):
- Bang Nai Si (เทศบาลตำบลบางนายสี) besteht aus dem gesamten Tambon Bang Nai Si.
- Khuekkhak (เทศบาลตำบลคึกคัก) besteht aus dem gesamten Tambon Khuekkhak.

Außerdem gibt es vier „Tambon-Verwaltungsorganisationen“ (TAO, องค์การบริหารส่วนตำบล) für die Tambon im Landkreis, die zu keiner Stadt gehören.